# Chalcophora fortis
Chalcophora fortis es una especie de escarabajo del género Chalcophora, familia Buprestidae. Fue descrita científicamente por LeConte en 1860.

## Distribución geográfica
Esta especie se encuentra en América del Norte.